# Robert Frank
Robert Frank (* 9. November 1924 in Zürich, Schweiz; † 9. September 2019 in Inverness, Kanada) war ein schweizerisch-amerikanischer Fotograf, Filmregisseur, Kameramann und Filmemacher deutsch-jüdischer Herkunft. Mit seiner berühmtesten Serie The Americans (1958) revolutionierte er die Ästhetik des Fotobuchs.
Erstmals veröffentlicht wurden die 83 Bilder vom französischen Verleger Robert Delpire unter dem Titel Les Américains. Der Bildband zählt zu den einflussreichsten des 20. Jahrhunderts. Seinen fotografischen Stil übertrug Frank auch auf Dokumentarfilme. Er gilt als einer der wichtigsten Fotografen des 20. Jahrhunderts und bedeutendsten Vertreter des Independent-Films. Später folgten experimentelle Fotomontagen. Frank hat laut Juri Steiner «einen völlig eigenständigen, subjektiven und sozialkritischen Stil einer poetisch-dokumentarischen Fotografie entwickelt, die die Amerikaner als ‹snapshot aesthetic› bezeichnen.»

## Leben

### Kindheit, Jugend, Assistenzzeit
Frank wurde als Sohn des aus Frankfurt am Main stammenden Deutschen Hermann Frank und der aus Basel stammenden Schweizerin Regina Zucker geboren und hatte einen älteren Bruder, Manfred Frank. Der wegen seiner jüdischen Herkunft nach dem Reichsbürgergesetz staatenlos gewordene Vater beantragte 1941 für seine Söhne die Schweizer Staatsbürgerschaft, die diese jedoch erst 1945 erhielten.
Frank berichtete später über Geborgenheit in seinem Elternhaus des gehobenen Bürgertums mit einem Vater, der selbst «ein guter Fotograf» gewesen sei, wenn auch nur in der Freizeit und zur Entspannung, weil es bei diesem in seiner Arbeitswelt zu viel um Geldverdienen gegangen sei. Sein Vater, der von Beruf Innenarchitekt war, habe dafür «einen hohen Preis bezahlt». Seine Schweizer Heimat empfand er bereits im Alter von 23 Jahren als zu engstirnig.

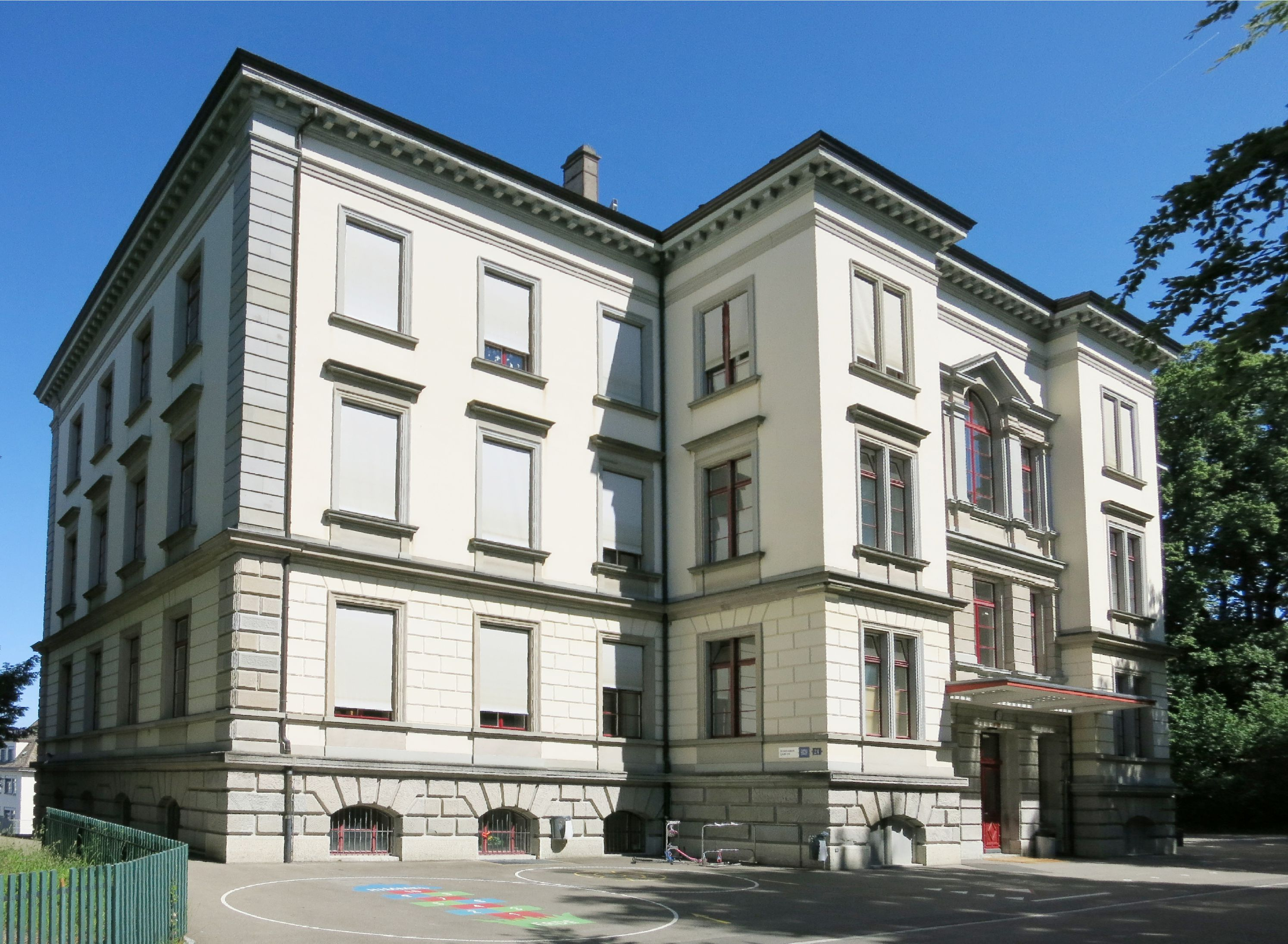
Schulhaus Gabler im Quartier Zürich-Enge

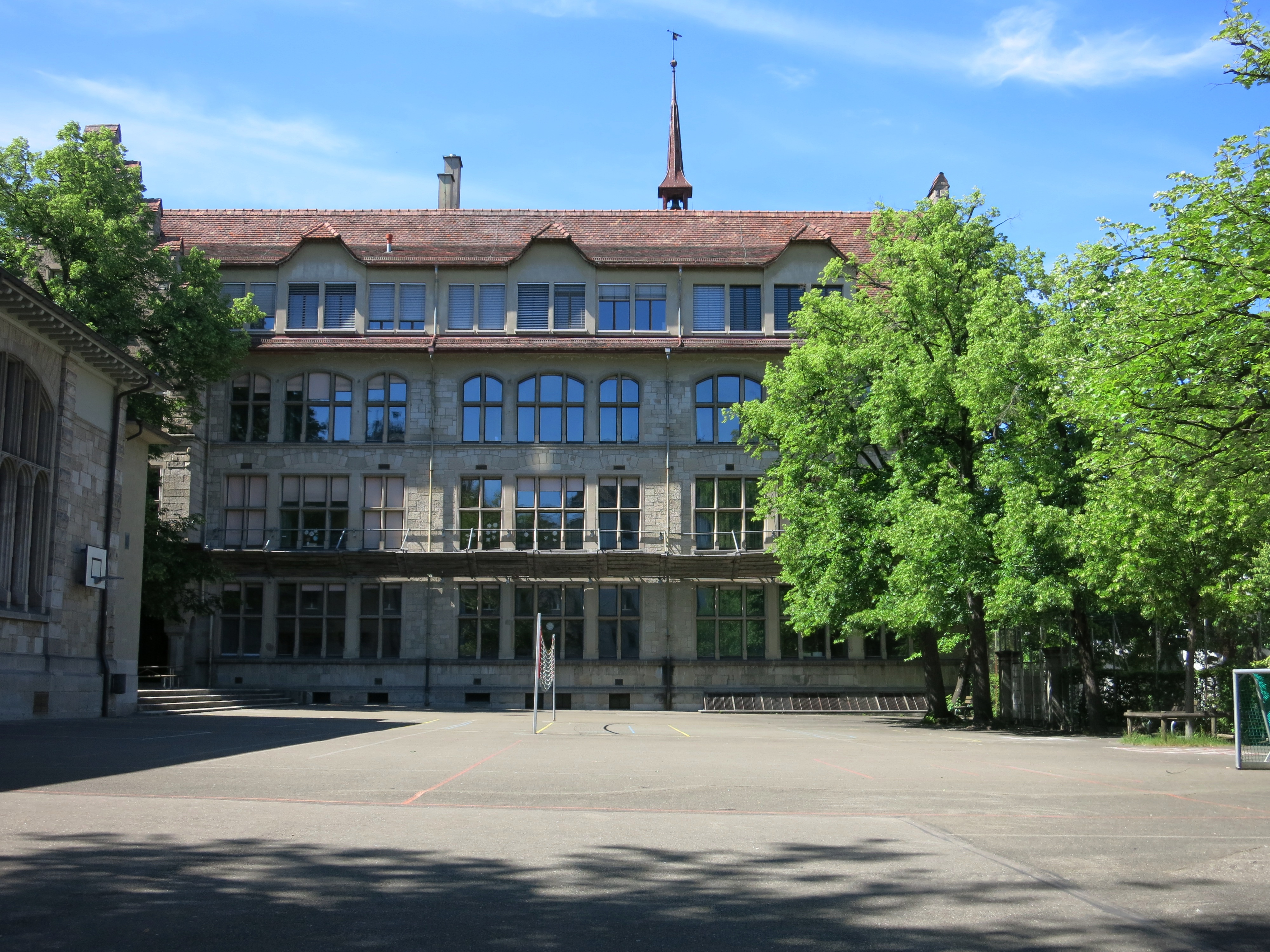
Schulhaus Lavater im Quartier Zürich-Enge

In seiner Geburtsstadt Zürich besuchte Frank von 1931 bis 1937 die Primarschule im Schulhaus Gabler und von 1937 bis 1940 die Sekundarschule im Schulhaus Lavater. 1940 absolvierte er ein Welschlandjahr am Institut Jomini in Payerne und von Januar 1941 bis März 1942 gegen den Willen seiner grossbürgerlichen Eltern eine freie Ausbildung beim Fotografen und Grafiker Hermann Segesser in Zürich. In der Folge war er von August 1942 bis September 1944 zunächst Lehrling, danach Angestellter im Studio von Michael Wolgensinger in Zürich sowie von Dezember 1944 bis Juni 1945 Assistent von Victor Bouverat in Genf und 1946 Mitarbeiter im Basler Atelier Eidenbenz.
Seine in Frage stehende Schweizer Staatsbürgerschaft flösste Frank – angesichts des auch in der Schweiz damals spürbaren Antisemitismus – das Gefühl ein, «andersartig» zu sein, obwohl er in seine Umgebung assimiliert war und nationalistischen Verbänden angehörte (zum Beispiel dem Schweizer Alpen-Club). Nachdem Adolf Hitler sämtlichen deutschen Juden ihre Staatsbürgerschaft entzogen hatte, gerieten auch Franks Brüder und sein Vater als Staatenlose in eine prekäre Lage. Um die Schweizer Staatsbürgerschaft zu erlangen, wurden sie schriftlich zu dem Nachweis aufgefordert, dass sie sich vollständig der helvetischen Gesellschaft angeglichen hätten und keinerlei jüdische Charakteristika mehr aufwiesen. Die Familie schwebte daher während des Zweiten Weltkrieges in ständiger Angst, ausgewiesen zu werden.

### Freischaffender Fotograf
Neben seiner Assistenztätigkeit arbeitete Frank zwischen 1941 und 1947 auch als selbständiger Fotograf und war unter anderem für die Standbilder in den Schweizer Filmproduktionen Landammann Stauffacher unter der Regie von Leopold Lindtberg und Steibruch unter der Regie von Sigfrit Steiner zuständig. Aus seinen frühen Arbeiten spricht der Geist der Schweizer Epoche, in der sie sich auch gegen das Nazi-Deutschland abzugrenzen versuchte. Auffälligerweise schwingt in seinen damaligen Fotografien von Paraden und Festen, Traubenpflückern oder Landschaften eine Note von patriotischer Propaganda mit. Es tauchen darin ausserdem viele Flaggen auf, ein späteres Leitmotiv in The Americans.

### 1947–1954 Wanderjahre
Im Jahr 1947 emigrierte Frank in die Vereinigten Staaten und zog nach New York. Dort stellte er seine Fotomappe 40 Fotos Alexei Brodowitsch vor, dem bekannten künstlerischen Leiter der Modezeitschrift Harper’s Bazaar. Brodowitsch erkannte sein Talent und stellte ihn im selben Jahr als Assistenzfotograf ein. Frank erwarb in dieser Zeit seine erste Leica 35-mm-Kleinbildkamera. Sein Frühwerk hatte er mit einer 6x6-cm-Rolleiflex mit zwei Linsen realisiert.
Seine Position bei Harper’s Bazaar gab er bereits nach sechs Monaten wieder auf. Bei Reisen in den Jahren 1948 bis 1954 unter anderem durch Peru, Bolivien, Spanien, Italien, Südfrankreich, England, Wales und während seiner Aufenthalte in Paris konnte er seiner fotokünstlerischen Neigung nachgehen. Damals lernte er seine erste Frau, die Tänzerin und Künstlerin Mary Lockspeiser, kennen, die er 1950 heiratete und mit der er zwei Kinder, Pablo (1951–1995) und Andrea (1954–1974), hatte. Sie nahmen einen wichtigen Platz in seinem Leben und Werk ein. Er traf die Fotografen und Bildjournalisten Elliott Erwitt, Edward Steichen und Walker Evans. In dieser Zeit arbeitete er als Freelancer für Magazine wie Life, McCall’s, Look, Charm, Vogue und Fortune. 1950 wurde er von Edward Steichen eingeladen, an der Gruppenausstellung  Photographs by 51 Photographers im Museum of Modern Art in New York teilzunehmen.
Frank bewunderte die Arbeiten des französischen Fotografen Henri Cartier-Bresson, der 1947 die Agentur Magnum mitbegründete. Später lehnte Frank die Normen in Cartier-Bressons Arbeiten als oberflächlich und bedeutungslos ab. Statt Geschichten mit einem Anfang und einem Ende durchzuerzählen, entwickelte Frank die Idee vom Moment, vom Augenblick, den eine Aufnahme festhalten soll, als sein Ideal.
Ab 1953 begann Frank in New York mit Edward Steichen, Werke für die Ausstellung Post-War European Photographers am Museum of Modern Art und für The Family of Man ausfindig zu machen und auszuwählen.

### The Americans

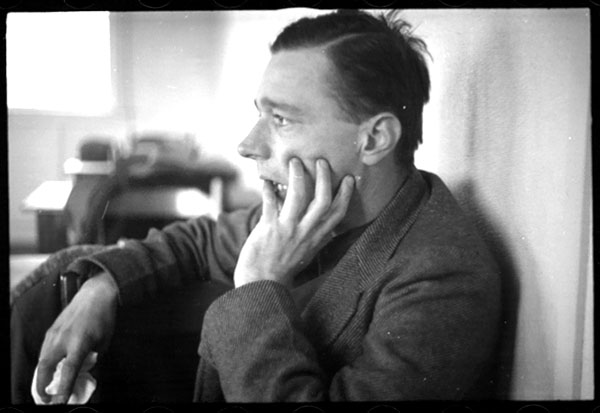
Walker Evans. 1937

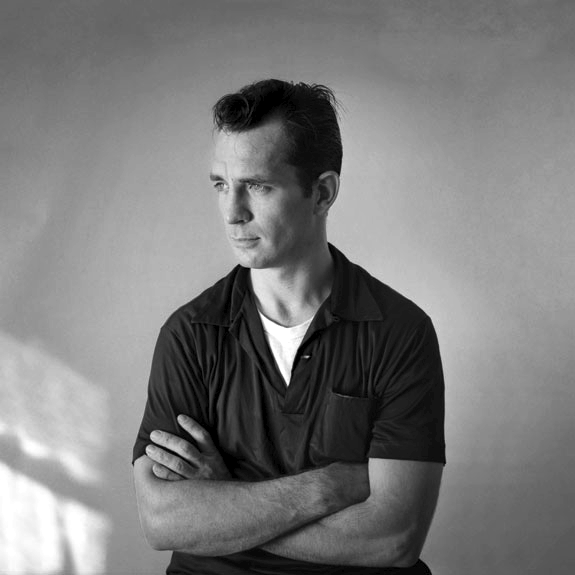
Jack Kerouac, circa 1956

1954 bewarb er sich um ein Guggenheim-Stipendium, das ihm 1955 als erstem Europäer gewährt wurde. Er plante eine grossangelegte Bildreportage über die Vereinigten Staaten zu fotografieren. „Das war wunderbar, denn so lernst du etwas über das Land“ äusserte er sich dazu später. Gefördert wurde Frank von Walker Evans. Die Fotografien in seinem Buch American Photographs in 1938 beeinflussten und inspirierten den jungen Schweizer Fotografen, wie Tod Papageorge in einer Ausstellung und dem gleichnamigen Katalog Anfang der 1980er Jahre in zahlreichen Gegenüberstellungen aufzeigte. Bis 1957 reiste er gemeinsam mit seiner Frau Mary und den beiden Kleinkindern in einem alten Ford durch die Staaten, von Texas nach New Mexico, Arizona und Nevada bis Californien. Er machte 28.000 Fotos, von denen er 83 Motive für sein Fotobuch The Americans auswählte. Da er keinen US-Verleger für sein Projekt fand, war es der Offenheit des französischen Verlegers Robert Delpire zu verdanken, dass der Bildband überhaupt veröffentlicht werden konnte, wenn auch mit vielen Texten versehen. Zurück in New York wurde Frank auf Jack Kerouac aufmerksam, den Schriftsteller der Beat Generation. Er traf ihn auf einer Party, zeigte ihm seine Fotos und bat ihn um das Vorwort zu The Americans. In der Folge wurde Frank ein Teil des Kreises um Kerouac und Allen Ginsberg.

### Filmemacher
Ab 1959 begann Frank Filme zu drehen. Sein erstes Werk Pull My Daisy greift eine Szene aus Kerouacs nie vollendetem Theaterstück The Beat Generation auf und wurde in einer Privatwohnung mit Freunden als Schauspielern gedreht. In den nächsten Jahrzehnten drehte Frank über 30 Filme, alle unabhängig und ohne Budget produziert. Richard Linklater meinte: „Wäre Frank nicht schon als einflussreicher Fotograf bekannt geworden, wäre er als Erfinder des Independent-Films berühmt.“ 1963 wurde er amerikanischer Staatsbürger, 1972 erhielt er von den Rolling Stones den Auftrag, einen Dokumentarfilm über deren Tournee zum Album Exile on Main Street zu drehen. Für das Cover verwendete der Grafiker John Van Hamersveld eine Fotocollage von Robert Frank. Das Resultat – Cocksucker Blues (benannt nach der letzten geplanten, aber nie veröffentlichten Decca-Single Jaggers mit der Textzeile Where can I get my cock sucked) – zeigt Langeweile, Dekadenz, Mick Jagger eine Line ziehend und Begleiter der Band, die sich auf Hotelbetten einen Schuss setzten. Nur ein Teil des Filmmaterials wurde im Konzertfilm Ladies and Gentlemen, the Rolling Stone von Rollin Binzer 1974 öffentlich gezeigt. Der als Raubkopie verbreitete Film wurde von der Band wegen dieses unbarmherzigen Realismus nur für einzelne Vorführungen in Anwesenheit Franks freigegeben. Ein Bootleg kursierte in Künstlerkreisen und wurde zum Thema in Don DeLillos Roman Underworld.
Frank trennte sich 1969 von seiner ersten Frau, Mary Frank. Eine zweite Ehe schloss er 1975 mit der Bildhauerin June Leaf, einer Freundin von Mary; das Paar siedelte sich bereits 1971 in Mabou auf der Kap-Breton-Insel in der kanadischen Provinz Nova Scotia an. Ab 1972 widmete er sich auch wieder der Fotografie.
1974 kam Franks Tochter Andrea mit 20 Jahren bei einem Flugzeugabsturz in Guatemala ums Leben. Sein Sohn Pablo brachte sich 1994 nach mehreren Jahren Erkrankung an Schizophrenie wie auch an Krebs in einem psychiatrischen Krankenhaus um. 1995 gründete Frank die Andrea Frank Foundation, um Künstler zu unterstützen. Frank lebte abwechselnd in seinem Haus in Mabou und in seiner Wohnung in New York.

### Zusammenarbeit mit Fotobuchverlag 1989–2019

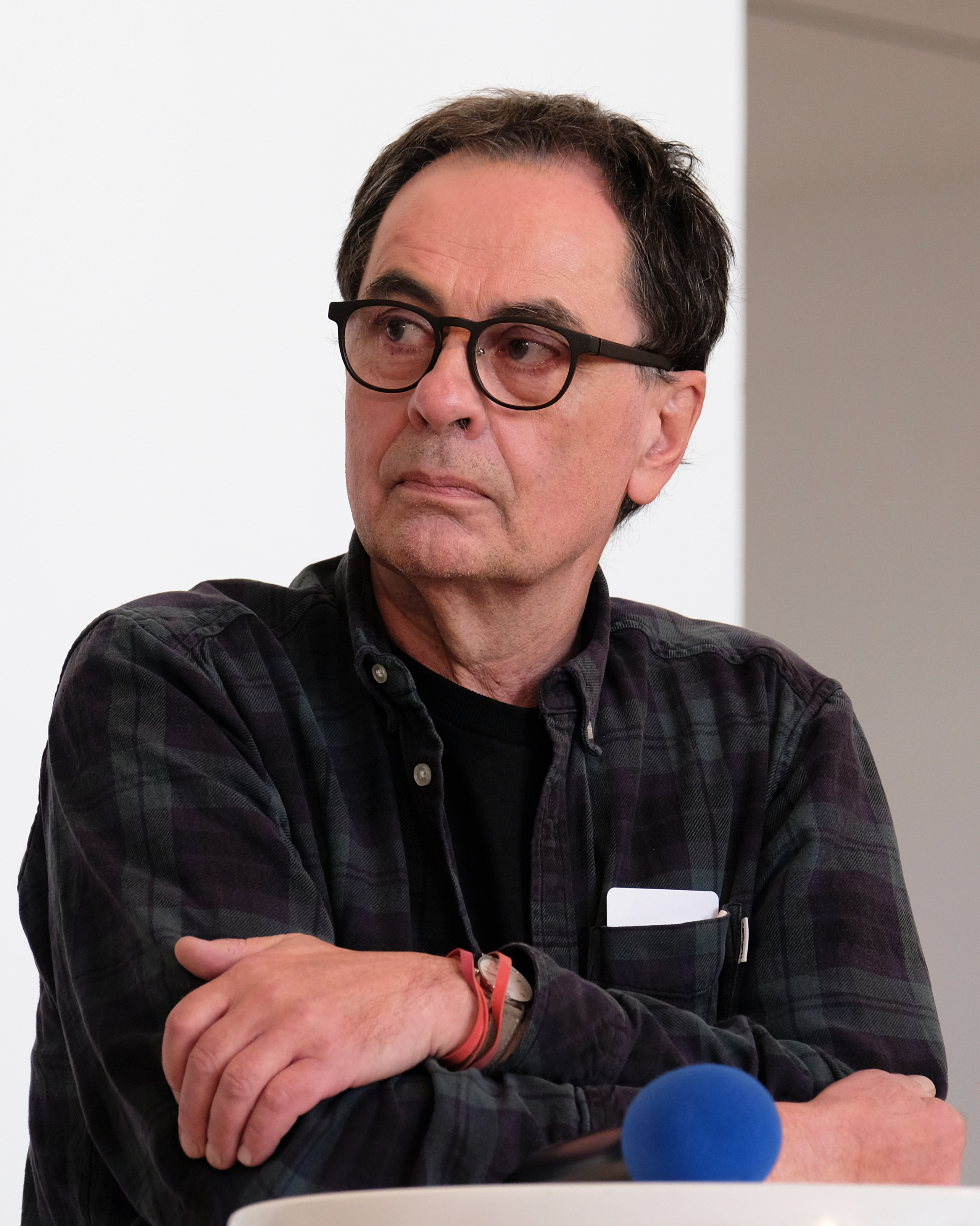
Gerhard Steidl, Verleger

Mit der Anfrage des Schweizer Verlegers Walter Keller an Gerhard Steidl 1989, ob er Robert Franks Bildband The Lines of My Hand für den Scalo Verlag drucken würde, nahm eine weltweit einzigartige Zusammenarbeit ihren Anfang. Frank und Steidl realisierten ab 2004 bis zum Tod von Robert Frank mehr als 30 gemeinsame Bücher.
Er starb eines natürlichen Todes im Alter von 94.

## Sammlungen und Nachlass
Das Museum of Fine Arts, Houston besitzt mehr als 350 Fotografien von Robert Frank und die Original-Buchmaquetten seiner Bildbände The Americans and Lines of My Hand. Zudem gab Frank dem Museum fast 200 Fotografien, die er von anderen Fotografen erhalten hatte.
Die National Gallery of Art in Washington richtete 1990 die Robert Frank Collection ein. Sie besteht aus Abzügen, Negativen und Kontaktabzügen, je einem Originalexemplar der Buchmaquetten 40 Fotos 1946, Peru 1948 und Black White and Things 1952 sowie einer Sammlung von Franks Fotobüchern und Veröffentlichungen in Fachzeitschriften.
Die Nachlässe von Robert Frank und seiner zweiten Frau, der Künstlerin June Leaf werden von der in New York ansässigen The June Leaf and Robert Frank Foundation betreut.

## Auszeichnungen (Auswahl)
- 1955: Guggenheim Fellowship
- 1985: Dr.-Erich-Salomon-Preis der Deutschen Gesellschaft für Photographie
- 1996: Hasselblad Foundation Award
- 2002: Edward MacDowell Medal
- 2009: Hauptpreis für den Kurzfilm True Story bei den internationalen Kurzfilmtagen Oberhausen
- 2009: Grosser Designpreis der Schweizerischen Eidgenossenschaft für Fotografie[29]
- 2012: Swiss Press Photo Lifetime Achievement Award[30]
- 2014: Sonderpreis zum Roswitha Haftmann-Preis
- 2016: Stadttaler der Stadt Zürich[31]
- 2016: Mitglied der American Academy of Arts and Letters[32]

## Publikationen

### Maquetten
- 1946: 40 Fotos, erste Buchmaquette mit Originalfotografien, Spiralbindung, Original in der National Gallery of Art,[33] 2009 unter dem Titel Portfolio im Steidl Verlag erschienen.
- 1948: Peru, zweite Buchmaquette in zwei Ausgaben mit 39 Originalfotografien. Das Buch an seine Mutter, das er ihr im März 1949 mit einem persönlichen Schreiben auf Seite 3 zum Geburtstag schenkte,[34]  ist im Besitz der National Gallery of Art, das zweite gab er Alexei Brodowitsch, das sich in Privatbesitz befindet.[35] 2008 unter dem Titel Peru im Steidl Verlag erschienen
- 1952: Black White and Things, dritte Buchmaquette in drei Ausgaben mit 37 Originalfotografien, gestaltet von Werner Zryd.[36] Ein Buch gab Frank seinem Vater, eines Edward Steichen, sein Exemplar, das er für sich behielt, ist im Besitz der National Gallery of Art,[37] 2009 unter dem Titel Black White and Things im Steidl Verlag erschienen

### Fotobände
- 1956: mit Werner Bischof und Pierre Verger, herausgegeben von Rosellina Burri-Bischof, Indios. Manesse, Zürich 1956.
  - Version française: Werner Bischof, Robert Frank, Pierre Verger: Indiens pas morts, Text: Georges Arnaud, Zürich, Manesse 1956.
  - Französisch-englische Version: From Incas to Indios. Introduction by Manuel Tunon de Lara. Werner Bischof, Robert Frank, Pierre Verger. Robert Delpire Universe Books, Paris, New York 1956.
- 1958: Les Américains. Robert Delpire, Paris. Mit Beiträgen von Simone de Beauvoir, Erskine Caldwell, William Faulkner, Henry Miller und John Steinbeck.
- 1959: The Americans. Grove Press, New York 1959. Einführung von Jack Kerouac.
  - deutsch: Die Amerikaner. Steidl, Göttingen 2008 (siehe unten).
- 1972: The lines of my hand. Lustrum Press, New York 1972, ISBN 0-912810-04-1.
  - 1989: The lines of my hand. Pantheon Books, New York 1989, ISBN 0-394-55255-5.
  - 1989: The lines of my hand. Parkett-Verlag, Zürich 1989, ISBN 3-907509-04-8.
  - 2017: The lines of my hand. Reprint, Steidl, Göttingen 2017. ISBN 978-3-95829-320-5.
- 1976: Robert Frank: Werkverzeichnis. Kunsthaus Zürich, 29. Februar 1976 – 25. April 1976. Stiftung für die Photographie im Kunsthaus Zürich (Ausstellungskatalog).
- 1995: Moving Out. Scalo, Zürich 1995. ISBN 3-9803851-5-9. (Deutschsprachige Ausgabe des Katalogs der Ausstellung, die zuerst im Herbst 1994 in der National Gallery of Art in Washington D. C. zu sehen war.)
- 1997: Flamingo, Hasselblad, New Jersey 1997, ISBN 978-3-931141-55-4, (Neuauflage bei Scalo Publishers, 1997).
- 2001: HOLD STILL keep going. Scalo, Zürich 2001. ISBN 3-908247-40-3. (Englischsprachiger Katalog der Ausstellung, die zuerst vom Dezember 2000 bis zum Februar 2001 im Museum Folkwang in Essen zu sehen war.)
- 2003: Twenty-four Photographs. Textbeiträge von Corina Caduff, Reto Sorg, Michail Schischkin. Report – Künstler verlegen Künstler, Zürich 2003. ISBN 3-907591-30-5.
- 2006: Come again. Steidl, Göttingen 2006, ISBN 978-3-86521-261-0.
- 2007: London/Wales. Steidl, Göttingen 2007, ISBN 978-3-86521-362-4.
- 2008: Paris. Steidl, Göttingen 2008, ISBN 978-3-86521-524-6.
- 2008: Peru. Steidl, Göttingen 2008, ISBN 978-3-86521-692-2.
- 2008: Seven Stories. Steidl, Göttingen 2008, ISBN 978-3-86521-789-9.
- 2008: Die Amerikaner.
  - deutsch: rekonstruierte Version von 'The Americans' durch Robert Frank, Einführung von Jack Kerouac. Steidl, Göttingen 2008, ISBN 978-3-86521-658-8.
  - englisch: ISBN 978-3-86521-584-0.
  - chinesisch: Meiguoren. ISBN 978-3-86521-657-1.
- 2009: Looking In: Robert Frank's The Americans. National Gallery of Art, Washington, D.C.; Steidl, Göttingen 2009, ISBN 978-3-86521-806-3.
- 2009: Portfolio. Steidl, Göttingen 2009, ISBN 978-3-86521-813-1.
- 2009: Black, White And Things. Steidl, Göttingen 2009, ISBN 978-3-86521-808-7.
- 2010: Tal Uf Tal Ab. Steidl, Göttingen 2010, ISBN 978-3-86930-101-3.
- 2011: Pangnirtung. Steidl, Göttingen 2011, ISBN 978-3-86930-198-3.
- 2012: Ferne Nähe / Distant Closeness. Hommage für Robert Walser / A Tribute to Robert Walser. Schriften des Robert Walser-Zentrums, Bern 2012, ISBN 978-3-9523586-2-7.
- 2012: You Would. Steidl, Göttingen 2012, ISBN 978-3-86930-418-2.
- 2012: Valencia 1952. Steidl, Göttingen 2012, ISBN 978-3-86930-502-8.
- 2013: Park / Sleep. Steidl, Göttingen 2013, ISBN 978-3-86930-585-1.
- 2013: Household Inventory Record. Steidl, Göttingen 2013, ISBN 978-3-86930-660-5.
- 2014: Robert Frank in America. Herausgegeben von Peter Galassi. Steidl, Göttingen 2014, ISBN 978-3-86930-735-0, (englisch), Besprechung:[38].
- 2014: Partida. Steidl, Göttingen 2014, ISBN 978-3-86930-795-4.
- 2020: Gerhard Steidl (Hrsg.): Robert Frank. Books and Films published by Steidl. Steidl, Göttingen 2020, ISBN 978-3-95829-306-9.
- 2021: Lucy Gallun: Robert Frank. Trolley-New Orleans. Thames and Hudson, London 2021. ISBN 978-1-63345-119-3.
- 2024: Lucy Gallun (Hrsg.): Life Dances On. Robert Frank in Dialogue. Thames and Hudson / Museum Of Modern Art. New York 2024. ISBN 978-1-63345-164-3.

### DU-Magazine, Robert Frank gewidmet
- Robert Frank – Der Fotograf, DU, Zeitschrift der Kultur, Nr. 251, Januar 1962
- Robert Frank, Part two, DU, Zeitschrift der Kultur, Nr. 731, November 2002

### Vorwort
- 2010: zu: The Silent Aftermath of Space. Caleb Cain Marcus, Damiani

## Filmografie
- 1959: Pull My Daisy (mit Alfred Leslie)
- 1961: The Sin of Jesus
- 1963: O.K. End Here
- 1965/68: Me And My Brother
- 1969: Conversations in Vermont
- 1969: Life-Raft Earth
- 1971: About Me: A Musical
- 1972: Cocksucker Blues
- 1975: Keep Busy (Mit Rudy Wurlitzer)
- 1980: Life Dances On
- 1981: Energy and How to Get It (Mit Rudy Wurlitzer und Gary Hill)
- 1983: This Song For Jack
- 1985: Home Improvements
- 1987: Candy Mountain (Mit Rudy Wurlitzer)
- 1989: Hunter
- 1990: C’est vrai! (One Hour)
- 1992: Last Supper
- 1994: Moving Pictures
- 2002: Paper Route
- 2004, 2008: True Story

## Ausstellungen (Auswahl)
- 1961: Robert Frank: The Americans, The Art Institute of Chicago.[39]
- 1976: Robert Frank, 50 Photos, Collagen, Filmausschnitte, Dokumente.[40] Photo-Galerie der Stiftung für die Photographie, Leitung: Rosellina Burri-Bischof, Kunsthaus Zürich[41][42]
- 1981: Walker Evans and Robert Frank: An Essay on Influence, The Yale University Art Gallery, New Haven[43]
- 1985: Robert Frank, Amerika Haus in Berlin
- 1986: Robert Frank: New York to Nova Scotia, Museum of Fine Arts, Houston
- 1987: Robert Frank, Musée de l’Elysée, Lausanne, Leitung: Charles-Henri Favrod, 3. Februar bis 29. März 1987[44]
- 1989: The Americans, Jan Kesner Gallery, Los Angeles[45]
- 1994: Robert Frank: Moving Out. National Gallery of Art[46]
- 2001: Robert Frank: A Retrospective from the Collection of the Museum of Fine Arts, Houston
- 2004–2005: Storylines, Tate Gallery of Modern Art, London[47]
- 2005: Storylines, Fotomuseum Winterthur, Winterthur[48]
- 2008: Robert Frank. Paris, Museum Folkwang, Essen[49]
- 2009: Looking In: Robert Frank's The Americans, National Gallery of Art, Washington D.C.[50]
- 2009: Robert Frank. Die Filme, C/O Berlin, Berlin[51]
- 2012: Robert Frank. From the collection of Fotomuseum Winterthur, Multimedia Art Museum, Moskau[52]
- 2014: Robert Frank. Books and Films, 1947–2014, Akademie der Bildenden Künste München[53]; anschließend 2015 Museum Folkwang, Essen[54]
- 2014–2015: Robert Frank in America, Cantor Art Center der Stanford University, Stanford[55]
- 2016: Robert Frank: Books and Films, 1947–2016, HALLE 14 – Zentrum für zeitgenössische Kunst, Leipzig.[56]
- 2016: Robert Frank: Books and Films. 1947–2016, Museum der Moderne Salzburg mit Gastkurator Gerhard Steidl.[57]
- 2016: Robert Frank. Books and Films 1947–2016, Kunsthalle Ziegelhütte, Appenzell[58][59]
- 2017: Robert Frank: Photos, The Art Institute of Chicago.[39]
- 2017–18: Robert Frank (ausgewählte Werkgruppen, die Robert Franks künstlerischen Werdegang nachzeichnen), Albertina, Wien[60]
- 2019: Robert Frank. Unseen, C/O Berlin[61]
- 2023–2024: Robert Frank and Todd Webb: Across America, 1955, The Museum of Fine Arts, Houston
- 2024–2025: Life Dances On. Robert Frank in Dialogue, Museum of Modern Art, New York[62]

## Filme über Robert Frank
- 2017: Blicke in die Seele Amerikas – Der Fotograf Robert Frank. (OT: Don’t Blink – Robert Frank.) Dokumentarfilm, USA, 2015, Fernsehfassung: 52 Min., Kinoversion: 82 Min., Buch und Regie: Laura Israel, Produktion: Vega Film, Charlotte Street Films, Assemblage Films, arte France, deutschsprachige Erstausstrahlung: 11. Juli 2017, Inhaltsangabe von ARD, Filmseite. Trailer (1:45)
- 2005: Leaving Home, Coming Home: A Portrait of Robert Frank. Dokumentarfilm, Großbritannien, 2004, 85 Min., Buch und Regie: Gerald Fox, Produktion: Granada Production, London Weekend Television (LWT), Reihe: The South Bank Show, Inhaltsangabe (Memento vom 25. Januar 2015 im Internet Archive).
- 1985: Video Fire in the East: A Portrait of Robert Frank, 1985, Museum of Fine Arts in Houston[63]

## Kamera von Robert Frank im Schweizer Kameramuseum
Im Jahr 2012 schenkte Dadi Wirz dem Musée suisse de l’appareil photographique in Vevey die Leica 3 von Robert Frank, hergestellt nach 1934, mit der Seriennummer 132545, ausgestattet mit einem 50-mm-Nikkor-Objektiv, Lichtstärke 1:1,4, die Kamera, die Frank für seine Americans genutzt und die er von ihm in den 1960er Jahren erhalten hatte.